# Trieste Kelly Dunn
Trieste Kelly Dunn (ur. 14 stycznia 1981 w Provo) – amerykańska aktorka, która grała w serialach Blindspot: Mapa zbrodni, Banshee i Wybrana.

## Filmografia
- Zły dotyk (Mysterious Skin) jako Date in "Blood Prom" (niewymieniona w czołówce, 2003)
- Champagne Society jako Michelle Bonaparte (2003)
- Building Girl jako Liz (2005)
- Little Chicago jako Kammy (2005)
- Lot 93 (United 93) jako Deora Frances Bodley (2006)
- What’s Not to Love? jako Rachel Schwartz (2006)
- Na granicy prawa (Canterbury’s Law[1]) jako Molly McConnell (serial 2008)
- Fringe: Na granicy światów (Fringe[1]) jako Valerie Boone (gościnnie, 2008)
- The Tower jako Hollis Bourget (2008)
- Vacation! jako Donna (2008)
- Znudzony na śmierć (Bored to Death[1]) jako Sophia (gościnnie, 2009)
- Cupid jako Sonja (gościnnie, 2009)
- Cold Weather[1] jako Gail (2010)
- The New Year jako Sunny (2010)
- Internetowy zabójca (The Craigslist Killer) jako Trisha Leffler (film TV, 2011)
- Banshee[1] jako zastępca szeryfa Siobhan Kelly (2013−2015)
- Plato’s Reality Machine jako Zoe (2013)
- Złoty chłopak (Golden Boy[1]) jako Margot Dixon (2013)
- Loves Her Gun[1] jako Allie (2013)
- Wybrana (Believe[1]) jako Elizabeth Farrell (gościnnie, 2014)
- Na kwaśne jabłko (Applesauce[1])  jako Nicki (2015)
- Blindspot: Mapa zbrodni (Blindspot[1]) jako Allison Knight (2015-2020)
- Dziecko przyszłości (Infinity Baby) jako Alison (2017)
- Mizogini (The Misogynists) jako Amber (2017)
- Dziewczyna z trzeciego piętra (Girl on the Third Floor) jako Liz Koch (2019)
- Sometime Other Than Now jako Audrey (2021)
- Quantum Cowboys jako Anna the Siren (2022)
- See jako ambasador Trovere (2022)
- Lousy Carter jako siostra (2023)